# 32853 Döbereiner
32853 Döbereiner è un asteroide della fascia principale. Scoperto nel 1992, presenta un'orbita caratterizzata da un semiasse maggiore pari a 2,537301 UA e da un'eccentricità di 0,093316, inclinata di 14,232684° rispetto all'eclittica. Ha un diametro di 4,643 km, un periodo di rotazione di 2571,0 ore e un'albedo di 0,247.
Fa parte della famiglia di asteroidi Eunomia.
Il nome ricorda Johann Wolfgang Döbereiner, chimico tedesco del XVIII secolo.